# Keep Running the Melody
«Keep Running the Melody» es una canción del DJ español Wally Lopez a dúo con la cantante y rapera canadiense Kreesha Turner en voz. La canción fue escrita por Eritza Laues, Angel David Lopez Álvarez & Ian Alec Harvey Dench. La canción se estrenó el 18 de mayo de 2012, después de una serie de adelantos publicados en el canal de Lopez en YouTube, junto con una nueva mezcla de la canción, titulada "Wally Dub Mix". Esta versión aún no ha sido publicado en iTunes, sin embargo ha sido lanzado en línea para descarga libre, junto con otras mezclas de la canción.

## Vídeo musical
Un vídeo musical de la canción está planeada para ser lanzado el 29 de junio de 2012. Un clip previo fue publicado en línea el 22 de junio de 2012

## Lista de canciones

### Mezcla original
| N.º | Título                    | Escritor(es)                                                    | Duración |  |
| 1.  | «Keep Running the Melody» | Eritza Laues, Angel David Lopez Álvarez & Ian Alec Harvey Dench | 3:24     |  |